# 니폰코크앤엔지니어링
니폰코크앤엔지니어링주식회사(日本コークス工業株式会社)는 과거엔 미쓰이광산주식회사(일본어: 三井鉱山株式会社)로 불렸다. 미쓰이 미이케 탄광 등의 여러 탄광을 경영하는 광산회사였으나, 지금은 산업재생기구의 지원을 통해 에너지 회사로 거듭났다. 명칭에서 알 수 있듯이 미쓰이 그룹에 속하며, 원래는 미쓰이의 핵심 기업이었다.
제2차 세계 대전 이전에는 미쓰이 재벌의 핵심 기업으로 일본뿐만 아니라 여러 나라에 걸쳐 광산이나 탄광을 소유하고 있었지만, 전쟁 이후 재벌이 해체되면서 1950년에는 금속 부문이 가미오카 광업(지금의 미쓰이 금속광업)으로 분리되었고, 1973년에는 석탄 부문도 미쓰이 석탄광업으로 분리되었다. 그 결과 일본 국내외의 에너지 개발 사업으로 방향을 전환했다. 그러나 미쓰이 미이케 쟁의 등의 발생으로 타격을 입고, 1969년에 기업 조직이 재편된 이후에도 예전과 같은 활발한 운영은 꾀할 수 없었다. 2003년에 산업재생기구의 관리를 받기 시작해 2006년까지는 사실상의 국유화 상태였다.

## 같이 보기
- 미쓰이 미이케 탄광
- 지쿠호 탄전
- 미쓰이 아시베쓰 철도
- 미쓰이 광산 나이에 전용철도
- 미쓰이 미이케 쟁의